# 布莱恩·桑德斯
布莱恩·桑德斯（英語：Brian Saunders），美国音频工程师。他因电影迷雾森林十八年提名奥斯卡最佳音响效果奖。

## 部分影视作品
- 迷雾森林十八年（英语：Gorillas in the Mist） (1988)[1]